# Katastrofa lotu Cubana de Aviación 310
Katastrofa lotu Cubana 310 wydarzyła się 25 grudnia 1999. Jak-42D należący do linii Cubana de Aviación i lecący z Hawany do Caracas z 22 osobami na pokładzie, rozbił się w pobliżu miasteczka Bejuma w wenezuelskim stanie Carabobo. Nikt nie przeżył katastrofy.

## Samolot
Samolot biorący udział w katastrofie to Jak-42D o rejestracji CU-T1285. Maszyna została wyprodukowana w 1991 roku.

## Przebieg lotu
Samolot bez żadnych przeszkód wystartował z lotniska José Martí w Hawanie. Z powodu lawin błotnych i powodzi występujących w regionie lotniska przylotowego, samolot został przekierowany na lotnisko Arturo Michelena w mieście Valencia, oddalone o 150 km od lotniska docelowego. Początkowo maszyna pozostawała w holdingu przez 40 minut.
Pilot zgłosił kontrolerowi lotniska w Valencii kontynuowanie zniżania z 8000 stóp (2400 m) do 4000 stóp (1200 m). Podczas podejścia do lądowania, o godzinie 20:18 czasu lokalnego samolot uderzył w górę San Luis. Nikt spośród 22 osób na pokładzie nie przeżył katastrofy.

## Narodowości ofiar katastrofy
| Kraj      | Pasażerowie | Załoga | Razem |
| --------- | ----------- | ------ | ----- |
| Kuba      | 4           | 12     | 16    |
| Wenezuela | 4           | -      | 4     |
| Holandia  | 2           | -      | 2     |
| Razem     | 10          | 12     | 22    |